# Хемер
Хемер (нем. Hemer) — город в Германии, в земле Северный Рейн-Вестфалия. Расположен на севере горного массива Зауэрланд и относится к административному округу Арнсберг. Побратим подмосковного города Щёлково.

## Международные связи
Город является городом-побратимом подмосковного города Щёлково; делегации из города во главе с бургомистрами неоднократно посещали Щелковские предприятия, социальные учреждения, а также долгое время курировали кладбище немецких военнопленных, расположенное на современной территории щелковского городского поселения, у деревни Кожино. Так, по причине подписания 12 апреля 1992 года соглашения о сотрудничестве между городами Хемер и Щёлково (с установлением 25 февраля — день городов-побратимов) данное кладбище посещалось делегацией. После открытия мемориального кладбища в Хемер передали списки умерших в плену 82 немцев, а также капсулу с землёй с кладбища.

## Население
| Год  | Население |
| ---- | --------- |
| 1995 | 35 438    |
| 2000 | 37 185    |
| 2005 | 37 689    |
| 2010 | 37 479    |

## Промышленность
- ALBERT Hohlkörper GmbH & Co. KG;
- Haltec Hallensysteme GmbH;
- Giersch Enertech GMBH — производитель горелочного и отопительного оборудования;
- Grohe AG — производитель сантехники и водозапорной арматуры;
- KEUCO GmbH & Co. KG;
- Inapa — производство бумаги и картона;
- Sundwig GmbH;
- Sundwiger Messingwerk GmbH & Co. KG.

## Знаменитые уроженцы
- Поппе, Энно (род. 1969) — немецкий композитор, дирижёр и музыковед.

## Иллюстрации

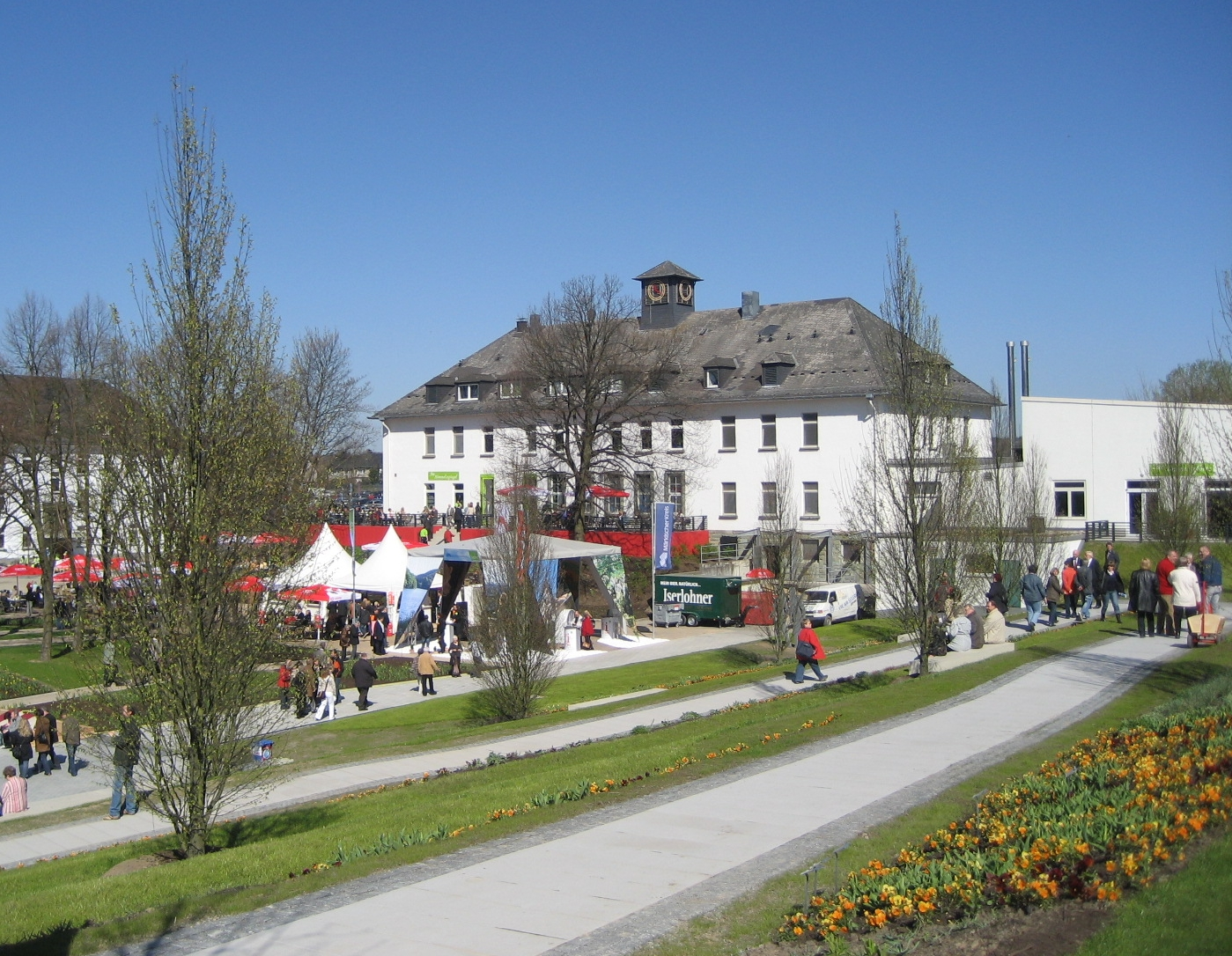
Одна из главных площадей города. На заднем плане гастрономический палаточный базар в день открытия.
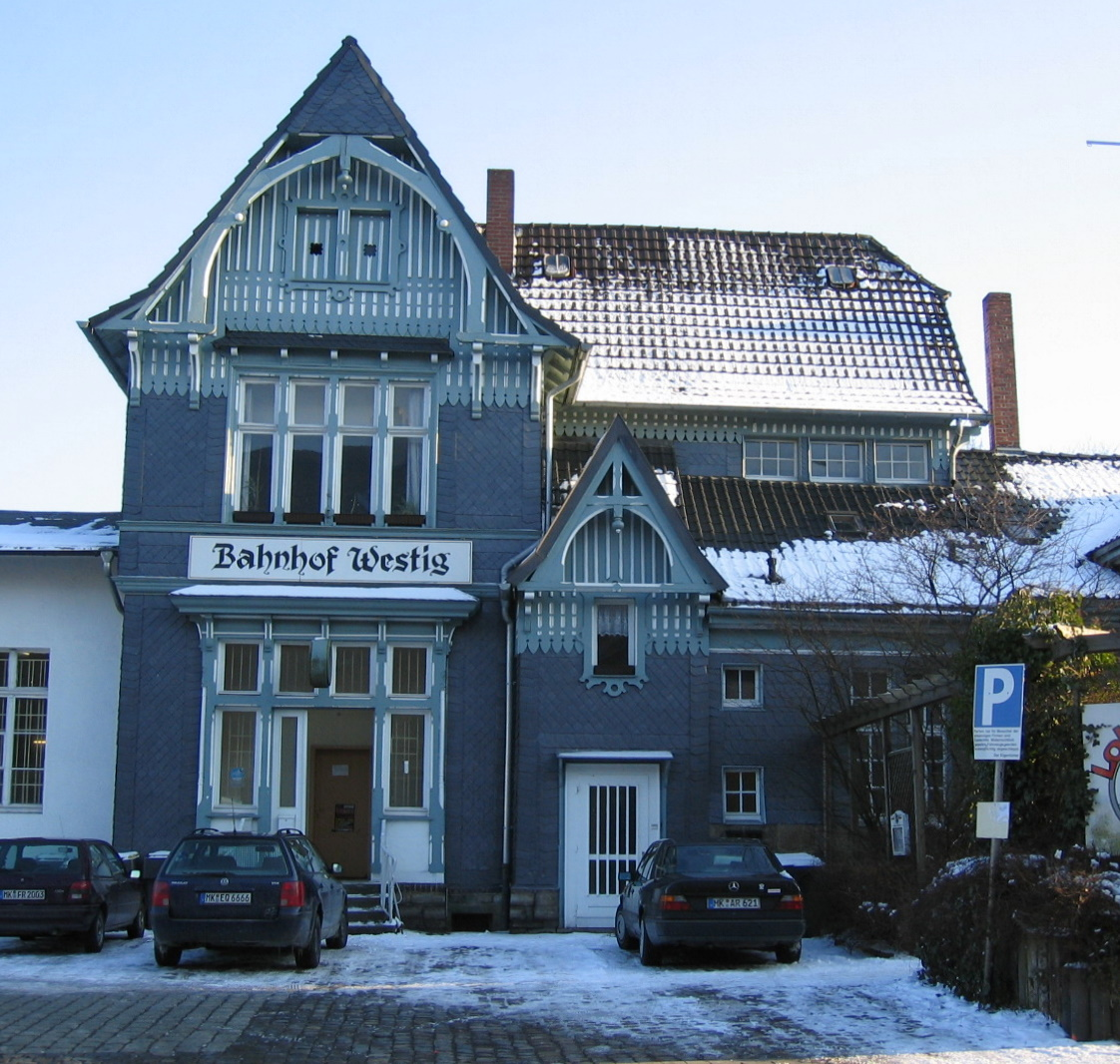
Вход на территорию старого здания железнодорожной станции города. Памятник архитектуры c 1984 года. Коттедж стиля фахверк с использованием природного камня.
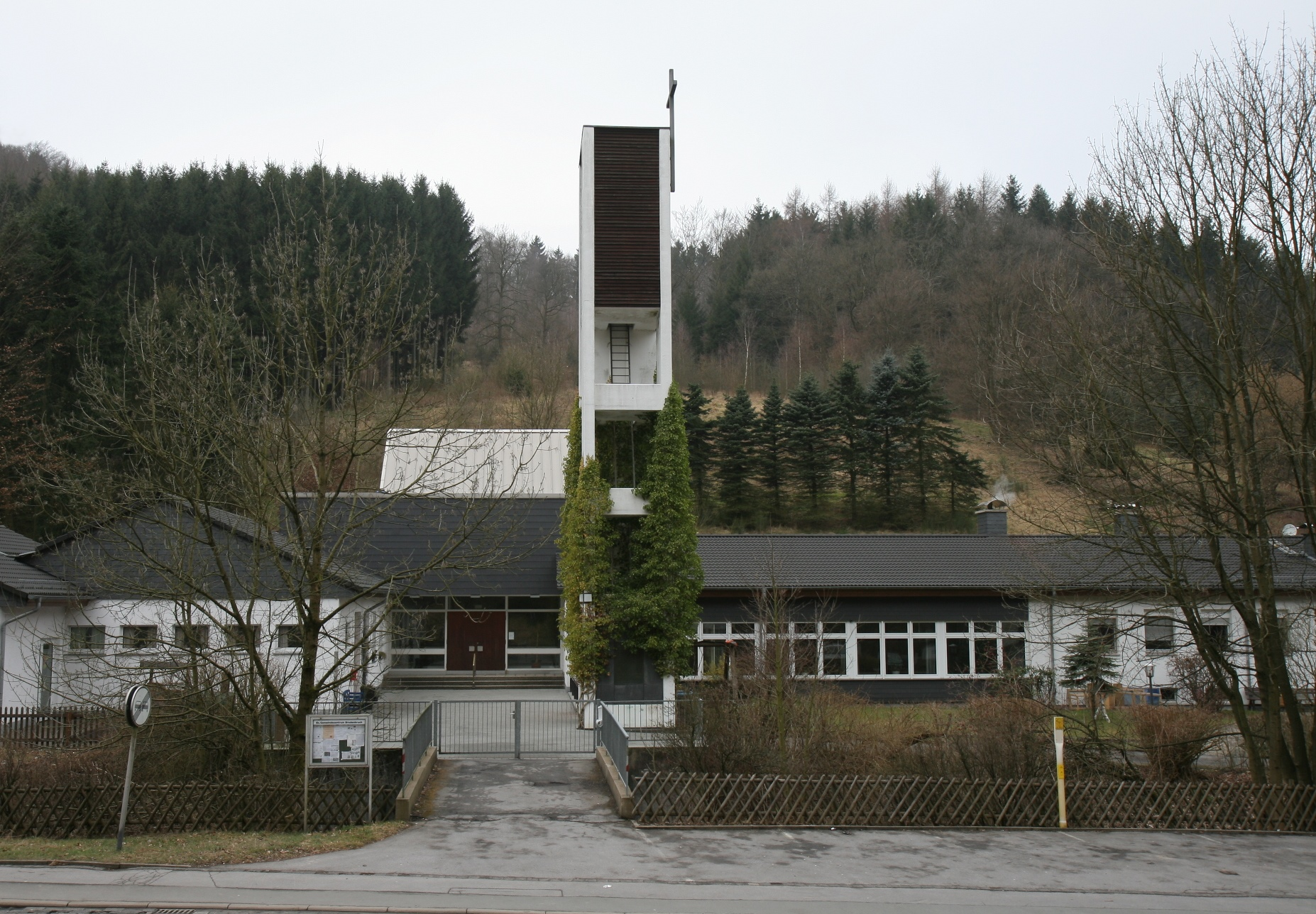
Евангелическая церковь постройки 1967 года общины Hemer-Bredenbruch.
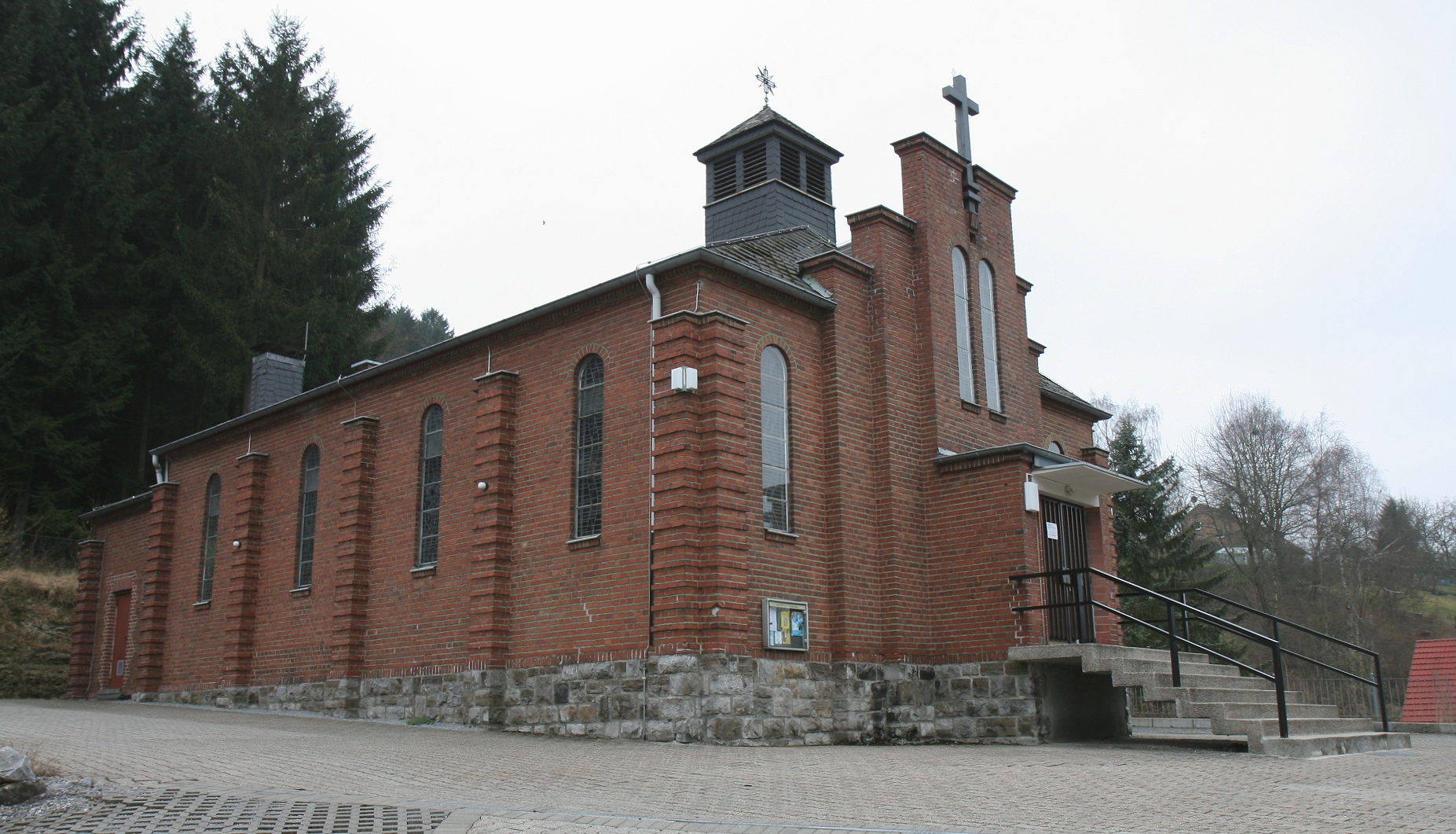
Католическая церковь Св. Марии общины Hemer-Bredenbruch.
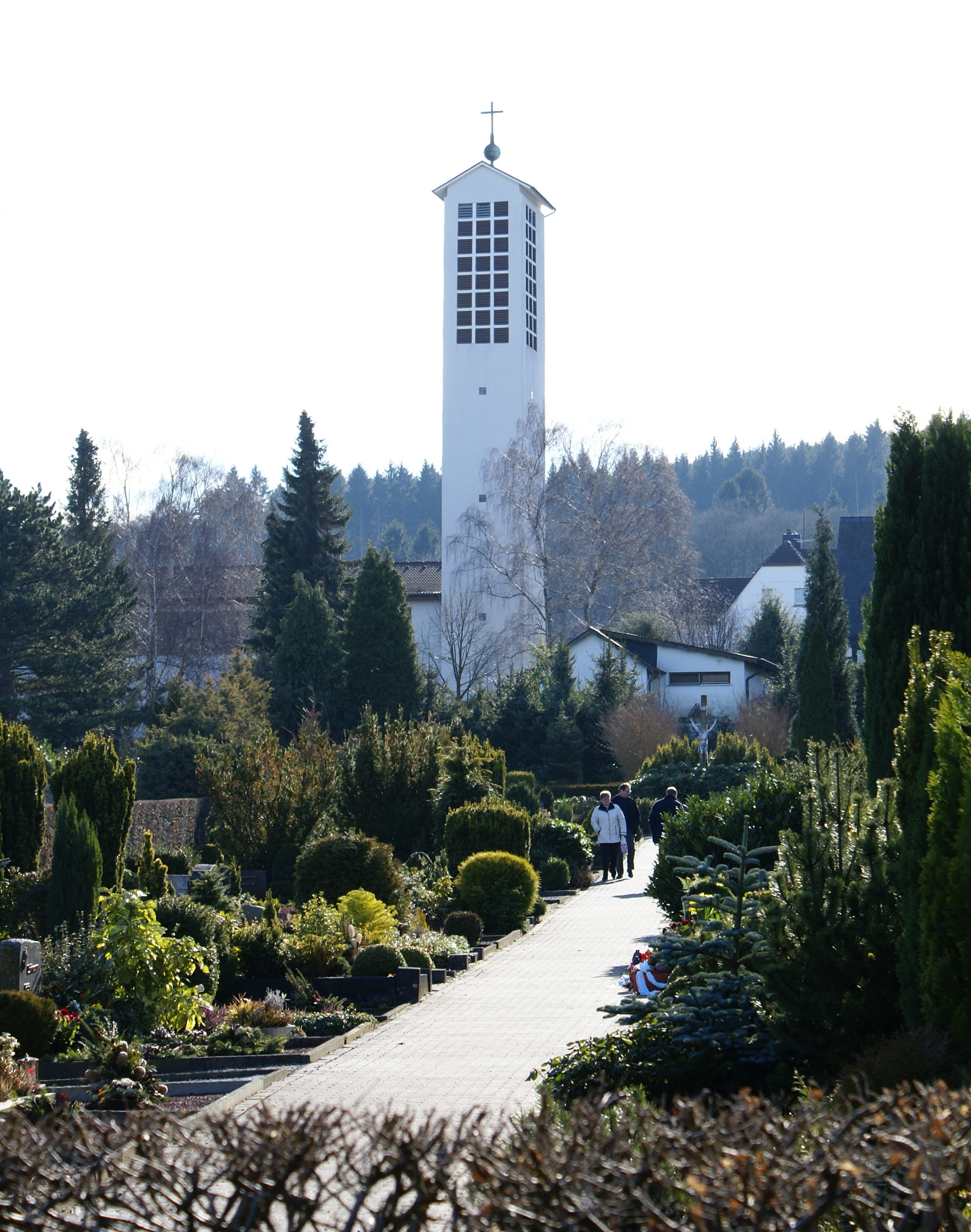
Башня церкви Христа в Hemer-Sundwig, территория кладбища перед ней.
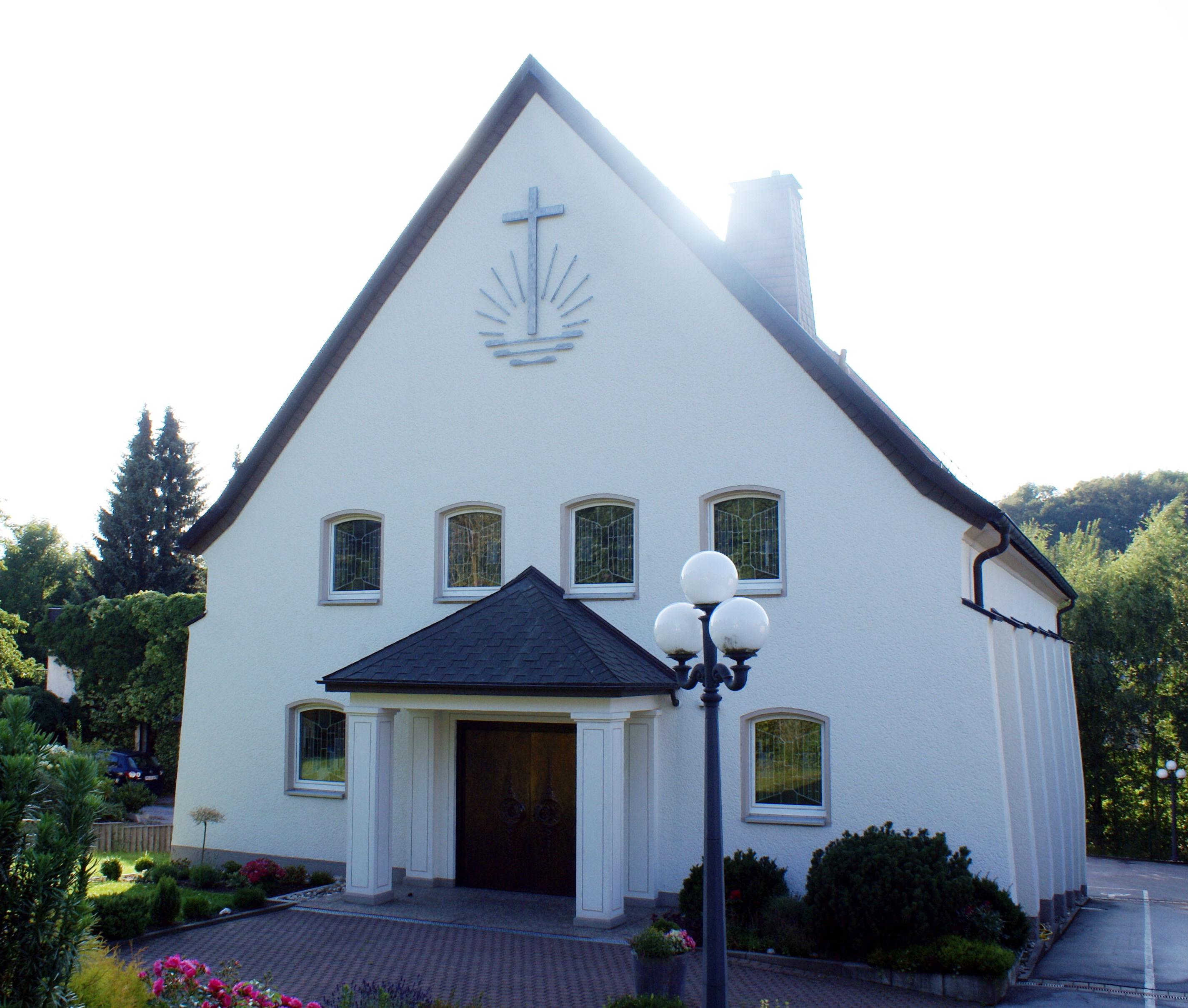
Новоапостольская церковь Хемера.
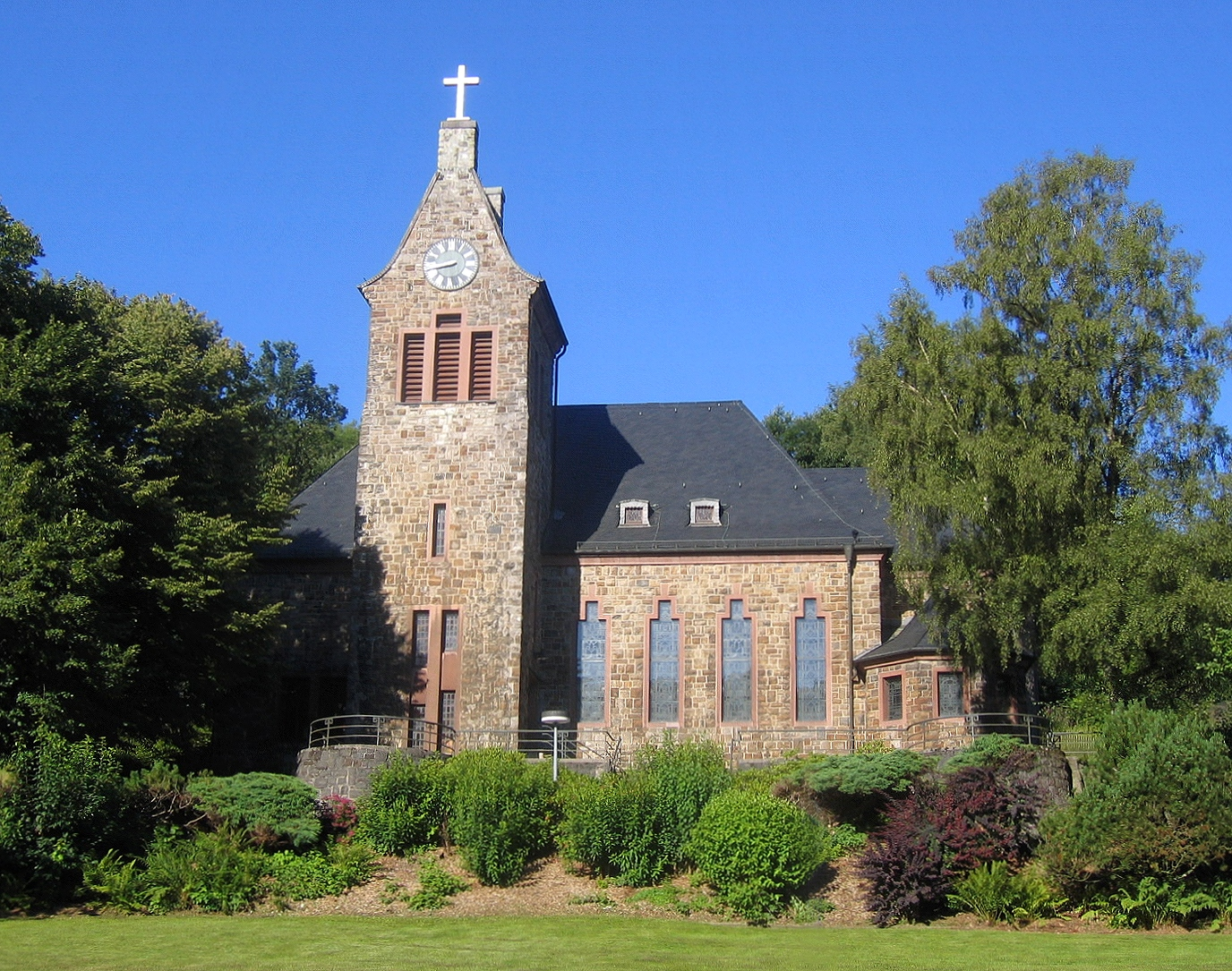
Евангелическая церковь в Hemer-Ihmert.
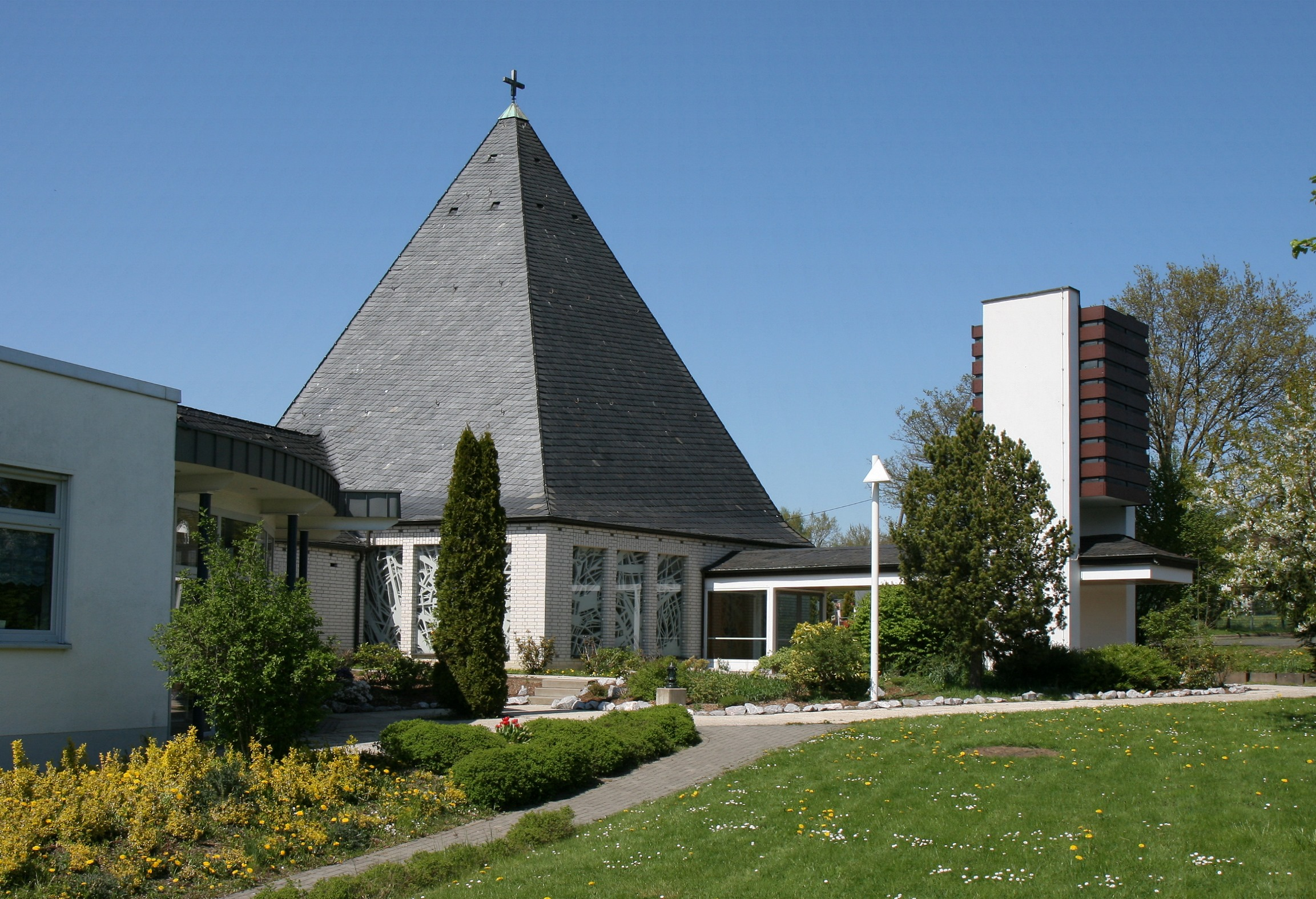
Евангелическая церковь «Kreuzkirche Landhausen» в Hemer-Landhausen.
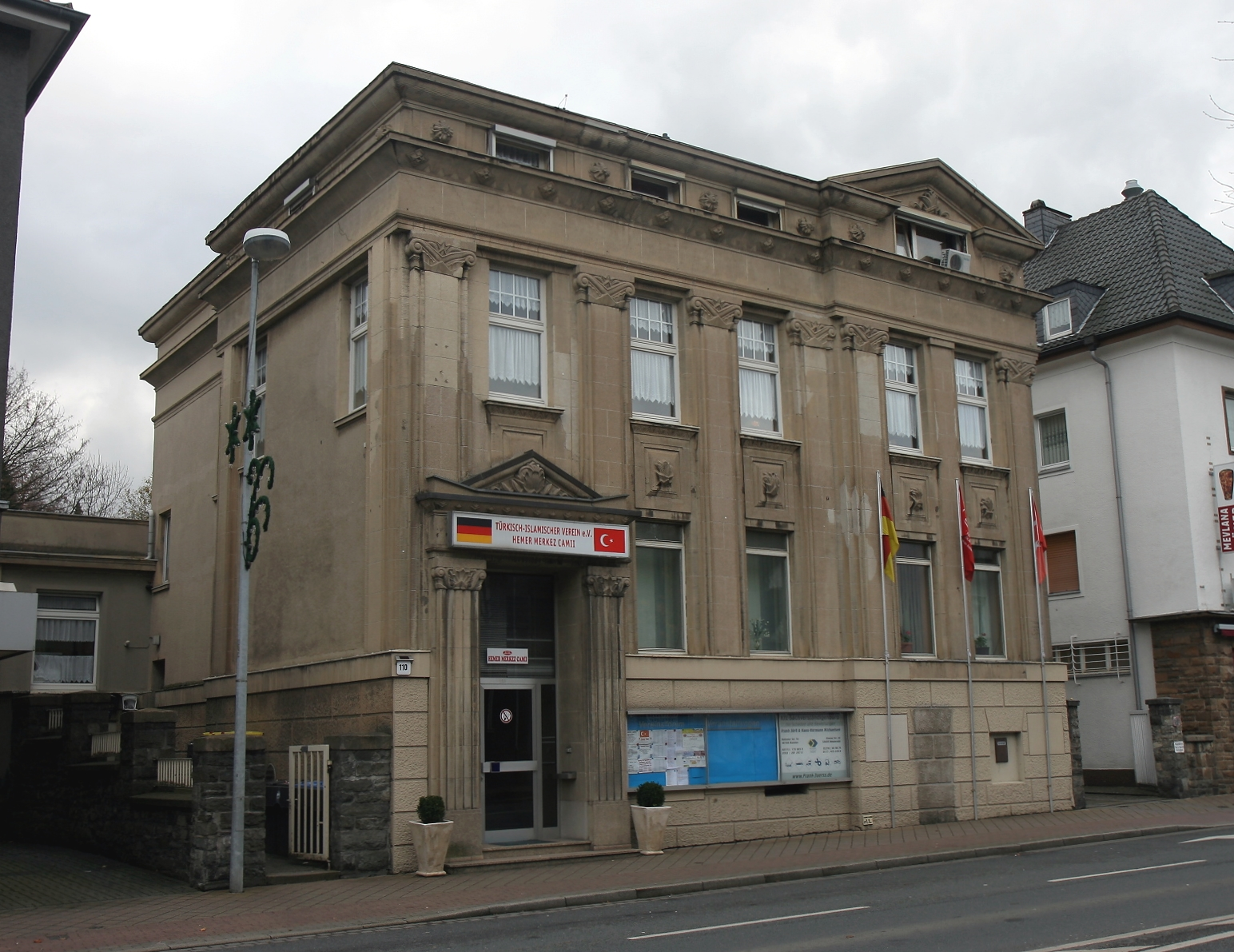
Турецкое исламское общество Хемера.
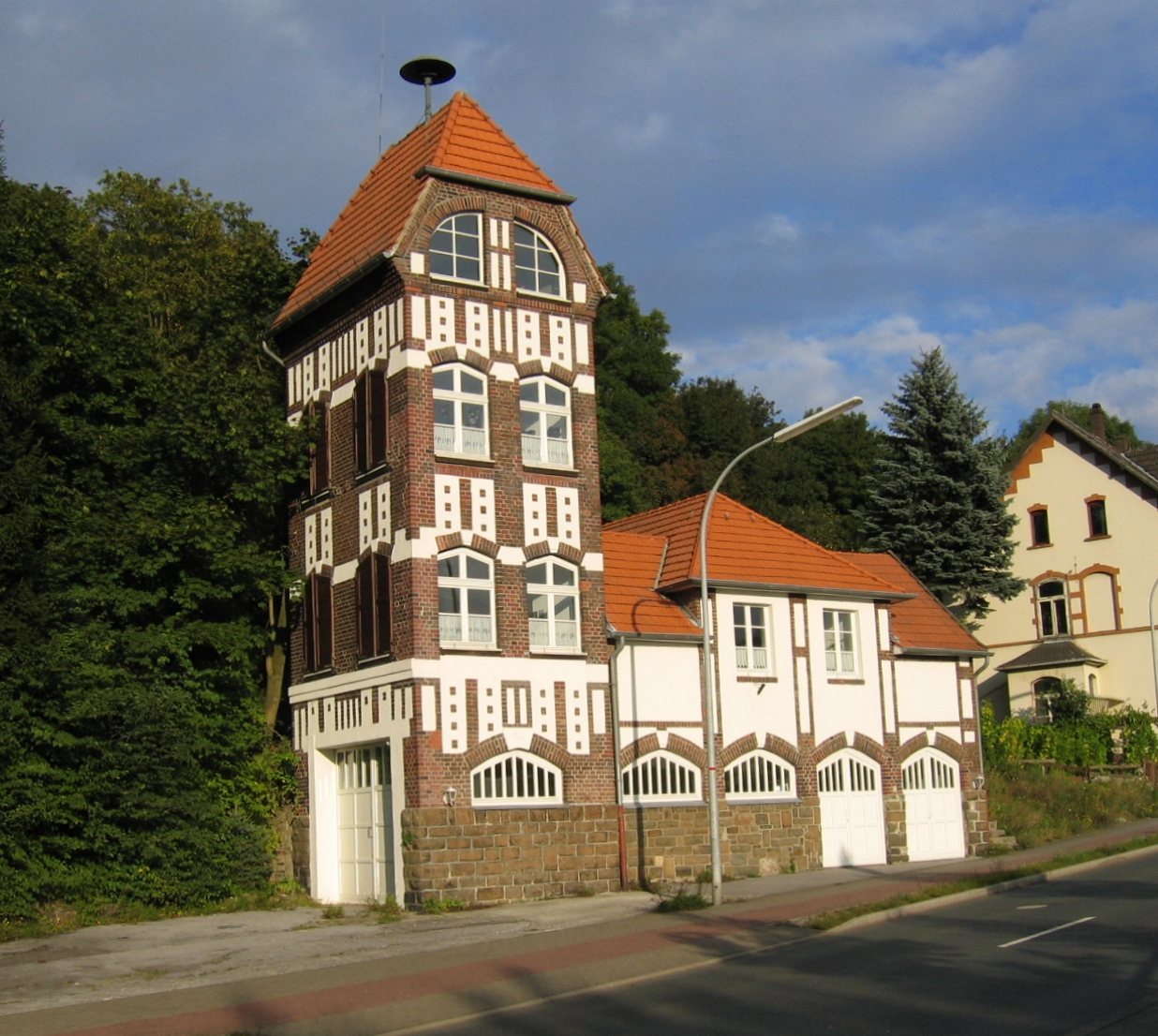
Здание бывшей пожарной станции (памятник с 1986 года).
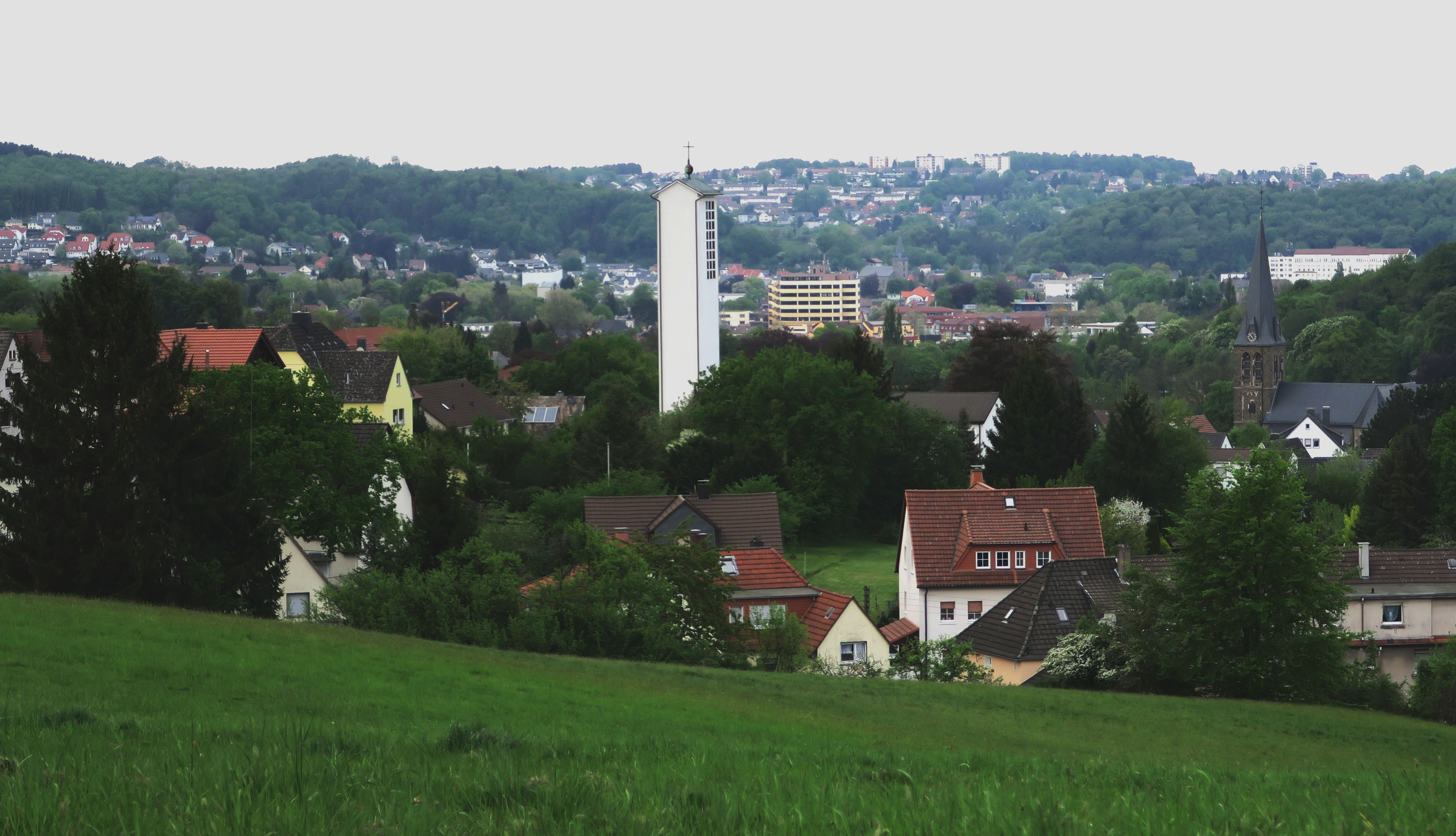
Вид города с колокольней церкви Христа на переднем плане и зданием городской ратуши рядом.
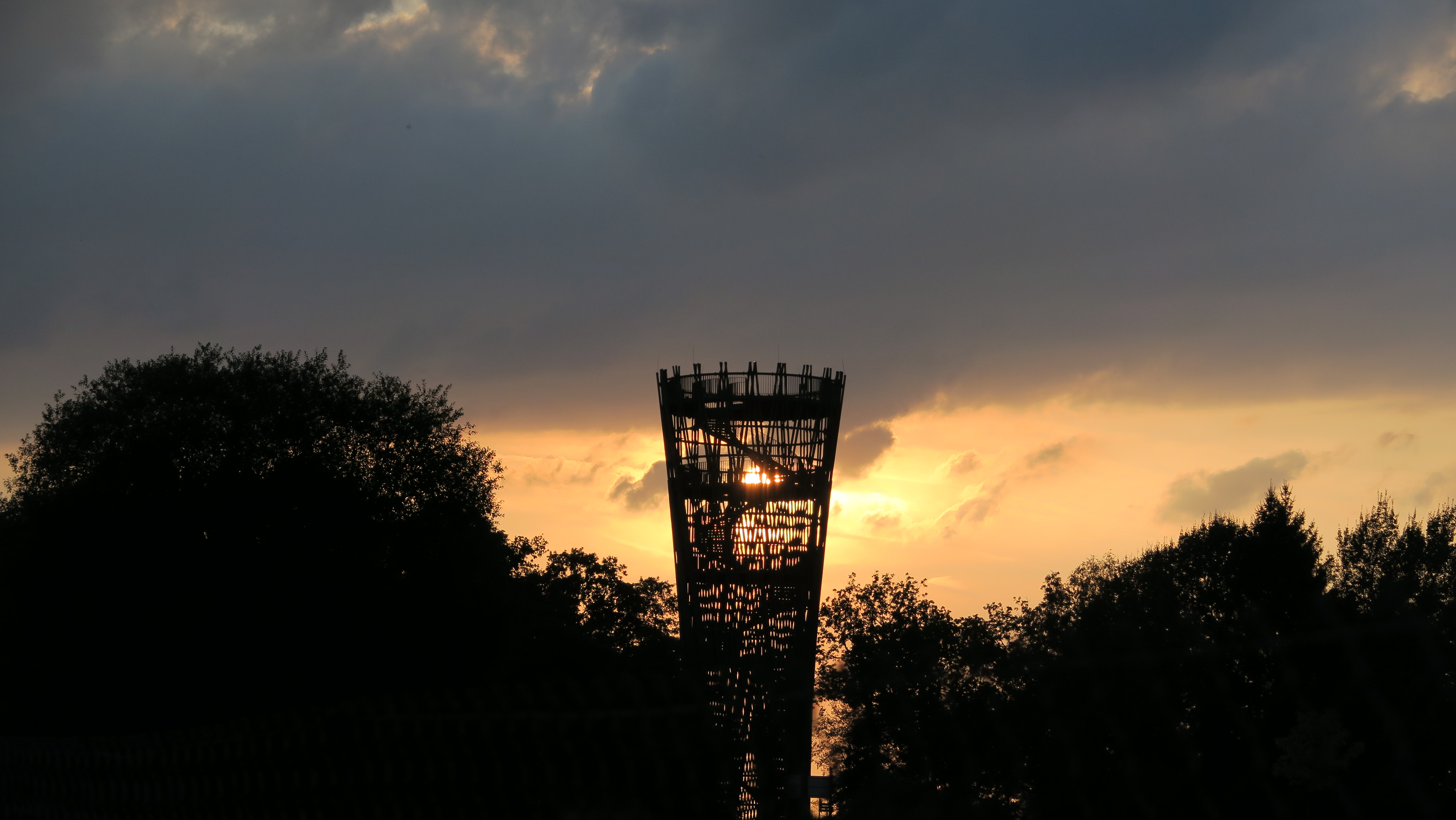
Новая достопримечательность города — смотровая башня Юберг.